# 莫砺锋

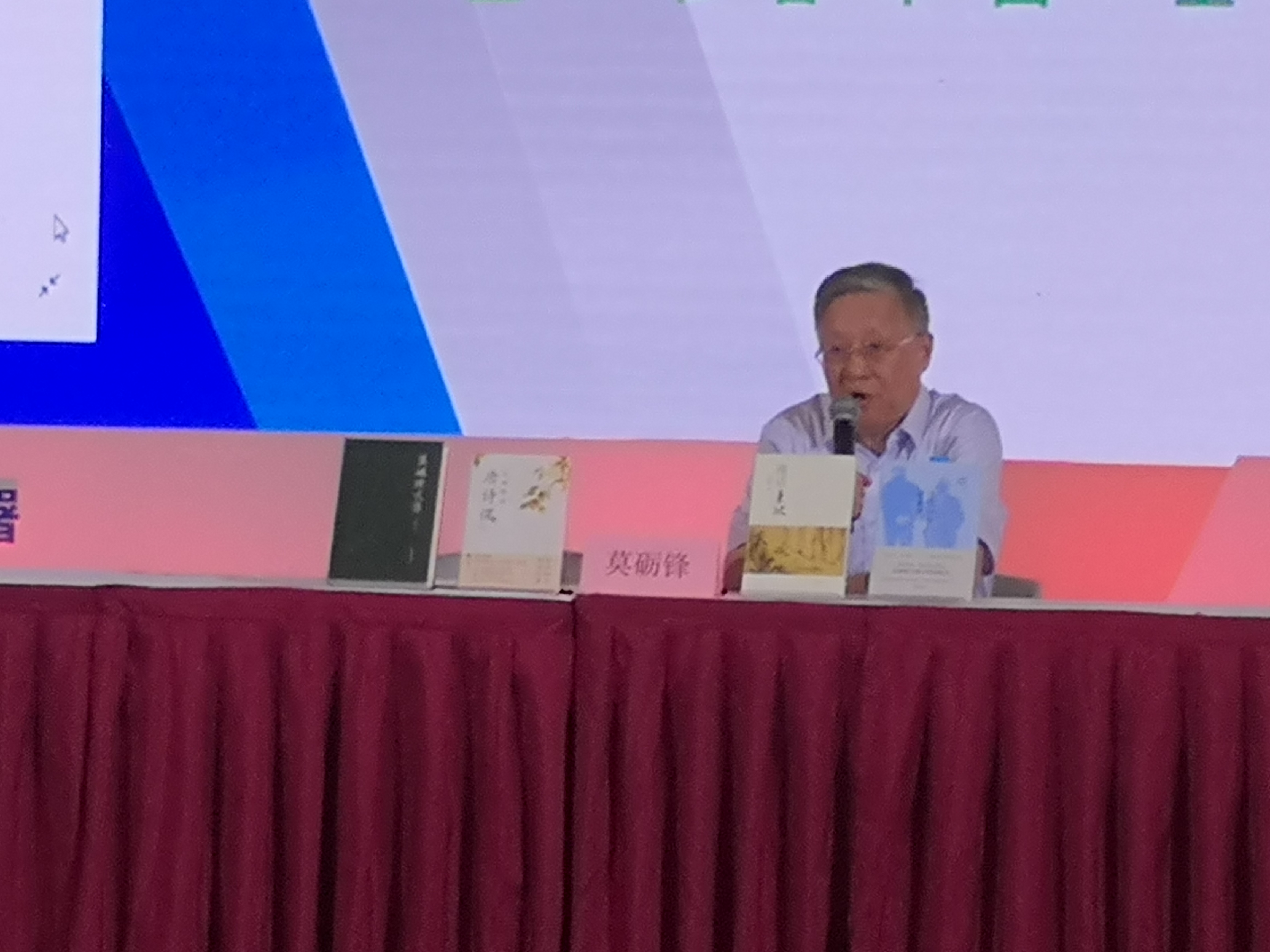
莫砺锋在2019上海书展上推介自己的新书

莫砺锋（1949年4月—），男，江苏无锡人，南京大学文学院教授、博士生导师，南京大学人文社会科学资深教授（文科院士）、南京大学中国诗学研究中心主任，中国古代文学学术带头人。

## 生平
1949年4月8日出生于江苏省无锡市。1978年考入安徽大学外文系，英文专业。1979年考取南京大学中文系研究生，1984年获得文学博士学位。师从国学大师程千帆和周勛初、郭維森、吳新雷，习古典文学，是新中国的第一位文学博士。

## 师承
莫砺锋是“南大程门弟子”的大弟子（程门弟子包括蒋寅、张宏生、程章灿、曹虹、陈书禄等），是程千帆最器重的门人之一。被誉为极具魅力的南京大学学术偶像。

## 社会兼职
曾任南京大学中文系主任、台湾大学中文系学科评鉴委员、哈佛燕京学社高级访问学者、台湾清华大学、香港浸会大学等校客座教授，学术兼职有全国古籍整理与出版规划领导小组成员、教育部社会科学委员会委员、教育部人文素质教育指导委员会委员、教育部中文学科教学指导委员会委员、中国唐代文学学会常务理事、中国宋代文学学会会长、中国杜甫研究会副会长、中国陆游研究会会长、中国古代文学理论学会理事、中国韵文学会理事、复旦大学中国古代文学研究中心学术委员、武汉大学中国传统文化研究中心学术委员、安徽师范大学中国诗学研究中心学术委员等职务。兼任河南大学、郑州大学、安徽大学、河南师范大学、广西大学、广西师范大学、南通大学兼职教授，中国江苏省政协常委。

曾就央视百家讲坛主讲杜甫的文化意义、诗歌唐朝、杜甫草堂、白居易等栏目。

## 著作
- 《江西诗派研究》
- 《杜甫评传》
- 《中国文学史·宋代卷》
- 《朱熹文学研究》
- 《唐宋诗论稿》
- 《杜甫傳 —— 仁者在苦難中的追求》(與童強合著)
- 《莫礪鋒詩話》
- 《漫话东坡》

## 非学术性名作
- 《莫砺锋诗话》
- 《浮生琐忆》